# Wolfgang Grupp
Wolfgang Grupp (Burladingen, 4 aprile 1942) è un imprenditore tedesco.
Dal 1972 al 2023 è stato proprietario di Trigema, azienda tessile e di abbigliamento del Baden-Württemberg a conduzione familiare. È noto al pubblico per numerose apparizioni in talk show e spot televisivi.

## Biografia
Wolfgang Grupp è il pronipote materno del fondatore dell'industria tessile di Burladingen, Johann Mayer, e nipote del co-fondatore della fabbrica di maglieria Gebrüder Mayer KG (Trigema), Josef Mayer. Suo padre, Franz Grupp (1905–2003), era figlio del produttore di pelletteria German Grupp Sr. e sposò la figlia di Josef Mayer, Änne Mayer (1920–2016), nel 1939. 
Wolfgang Grupp crebbe in una famiglia cattolica conservatrice e frequentò la scuola elementare a Burladingen dal 1948 al 1952. Dal 1952 Grupp frequentò il collegio gesuita di St. Blasien nella Foresta Nera meridionale, dove si diplomò nel 1961. Dal 1962 al 1967 studiò economia aziendale all'Università di Colonia, laureandosi in economia aziendale. Rinunciò a un successivo progetto di dottorato per sostituire il padre come amministratore delegato della Trigema nel 1969; suo fratello Johannes Grupp, di dodici anni più giovane, rilevò in seguito la filiale Plastro Mayer. L'azienda scorporata, con sede a Trochtelfingen, è ancora di proprietà di questo ramo della famiglia e nel 2024 contava circa 250 dipendenti. 

## Carriera

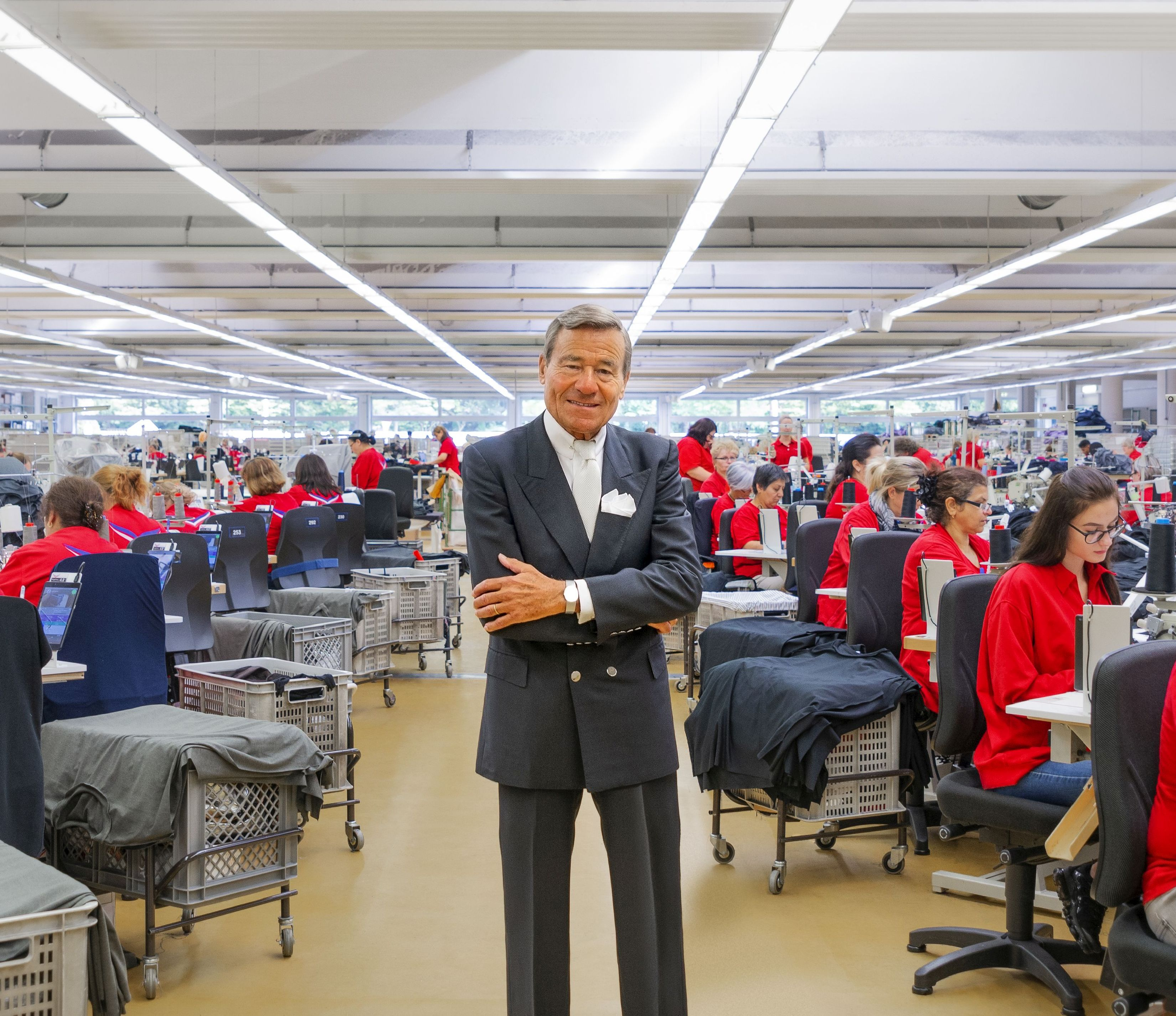
Grupp nel reparto abbigliamento (2019)

Quando Wolfgang Grupp assunse la direzione nel 1969, Trigema era altamente diversificata e aveva un fatturato dell´equivalente di 8,7 milioni di euro circa e 5,1 Milioni di euro di debiti verso le banche. Wolfgang Grupp riportó l´azienda alle origini riducendo la diversificazione. Nel 1972 divenne unico amministratore delegato e proprietario. Entro il 1975, aveva aumentato il fatturato a 28,1 milioni di euro e saldato tutti i debiti. Entro il 2022, Wolfgang Grupp aveva aumentato il fatturato a 127 Milioni di euro e il numero di dipendenti a 1200. Il bilancio di Trigema Inh. W. Grupp e. K. al 31 dicembre 2023, depositato presso il Registro delle Imprese di Stoccarda in occasione della trasformazione in società in accomandita semplice nell'ottobre 2023, mostra un totale di bilancio pari a 43,8 milioni di euro e un patrimonio netto di 31,2 milioni di euro (dicembre 2022). Durante la ristrutturazione sono stati mantenuti gli immobili utilizzati per scopi aziendali, cosicché da allora il totale di bilancio e il patrimonio netto sono stati corrispondentemente ridotti. I tessuti (abbigliamento sportivo e per il tempo libero) sono tutti progettati a Burladingen e prodotti al 100% in Germania. Dal 1969, Trigema non ha avuto né lavoro a orario ridotto né licenziamenti obbligatori. L'azienda forma fino a cinquanta giovani all'anno nella produzione e nelle vendite. L'azienda ha un comitato aziendale, ma non è vincolata da contratti collettivi.
Grupp è diventato noto in tutta la Germania soprattutto grazie a uno spot televisivo con uno scimpanzé . Inoltre, nei talk show promuove la Germania come sede di affari.

## Famiglia e successione
Wolfgang Grupp è sposato dal 1988 con Elisabeth Grupp (*1966 come Elisabeth von Holleuffer), che conobbe nel 1986 a una caccia al gallo cedrone in Austria. La coppia Grupp vive insieme a Burladingen.

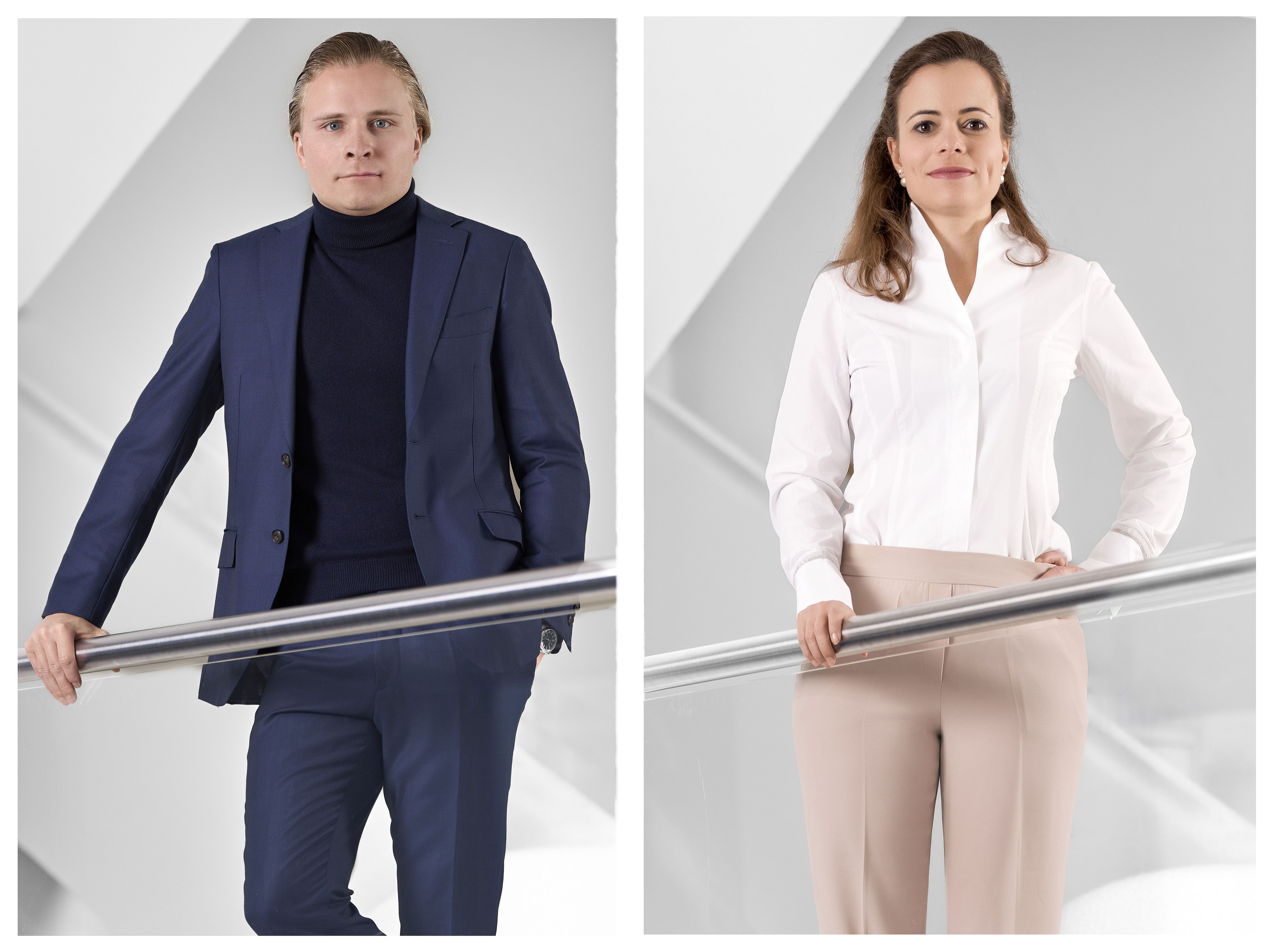
Wolfgang Grupp Jr. e Bonita Grupp (2023)

La coppia ha due figli, Bonita Grupp (n. 1989) e Wolfgang Grupp Jr. (n. 1991). Insieme hanno promesso a Wolfgang Grupp nel 2012, in occasione del suo 70º compleanno, di continuare a dirigere l'azienda Trigema secondo il suo spirito.
Nel 2023 Grupp aveva un patrimonio netto di almeno 100 Milioni di euro. Bonita e Wolfgang Grupp Jr. lavorano da tempo presso Trigema, rispettivamente all´e-commerce e alle vendite, così come Elisabeth Grupp (alle filiali). Il 1º gennaio 2024, dopo la trasformazione in una società in accomandita semplice, Grupp ha ceduto la società al figlio Wolfgang junior come socio accomandatario, e alla figlia Bonita e alla moglie Elisabeth come soci accomandanti. Bonita Grupp è diventata anche amministratore delegato dell'altro socio accomandatario, Trigema Verwaltung GmbH, ed Elisabeth Grupp è diventata unica firmataria autorizzata della società in accomandita semplice. 
Dopo che Wolfgang Grupp fu ricoverato in ospedale il 7 luglio 2025, pubblicò una lettera personale allo staff di Trigema il 17 luglio 2025. In essa, Grupp parlava di un tentativo di suicidio; affermava di soffrire della cosiddetta "depressione senile" e di rammaricarsi per l'accaduto.

### L'attacco della Russia all'Ucraina
Il 7 maggio 2022, Grupp dichiarò a Business Insider che la Russia era migliorata economicamente sotto il governo di Vladimir Putin e che gli Stati Uniti "non erano del tutto innocenti" della guerra in Ucraina. Chiese una "soluzione di compromesso", senza fornire ulteriori dettagli.
Nel febbraio 2023, Grupp è stato uno dei primi firmatari della petizione "Manifesto per la pace" avviata da Sahra Wagenknecht e Alice Schwarzer, che chiedeva l'avvio di negoziati di pace e la fine del sostegno militare all'Ucraina contro l'invasione russa.

### Tasso di malattia tra i dipendenti
Nel 2025, Grupp accusò i medici di aver rilasciato certificati di malattia "inutili" ai dipendenti. L'Associazione medica distrettuale del Nord-Württemberg respinse tale affermazione.

## Impegno sociale
La Fondazione Wolfgang ed Elisabeth Grupp, da lui fondata, fornisce sostegno finanziario a istituzioni, progetti e persone bisognose nella regione di Burladingen. Nel settore culturale, la fondazione ha reso possibile, ad esempio, il Festival Internazionale di Musica per Giovani, che si è svolto a Burladingen. La fondazione ha anche coperto i costi di un nuovo pianoforte a coda per la scuola di musica per giovani e l'acquisto di una nuova ambulanza per il servizio di emergenza della Croce Rossa Tedesca (DRK) di Burladingen-Ringingen. Nel 2010, ha coperto un quarto dei quattro milioni di euro di costi di costruzione per il palazzetto dello sport costruito dalla città di Burladingen, che è stato chiamato Trigema Arena alla sua inaugurazione.
Grupp, che si descrive come un fedele elettore della CDU, è da tempo noto al pubblico come un sostenitore del salario minimo, anche quando è stato severamente respinto dalla CDU. Secondo la sua azienda, tutti i dipendenti vengono pagati al di sopra del livello del salario minimo; anche i partner commerciali sono tenuti a pagare equamente i propri dipendenti. Inoltre, Grupp non solo ha garantito ai suoi dipendenti un posto di lavoro sicuro con l'assicurazione sociale in azienda, ma ha anche garantito ai figli dei dipendenti un posto di formazione o un lavoro dopo aver finito la scuola. Alla domanda se si considerasse un imprenditore sociale, ha spiegato: "Come imprenditore, sono egoista e voglio guadagnare soldi". Perché ciò funzioni, tuttavia, anche coloro che lo circondano devono stare bene.

## Miscellanea e curiosità
Grupp utilizza un elicottero Bell 407 come mezzo di trasporto personale. Nella sua auto aziendale Mercedes-Benz con autista, il sedile del passeggero è stato installato da un'azienda specializzata rivolto all'indietro, posizione che ritiene comoda per un passeggero posteriore destro. Nella sua villa a Burladingen, Grupp impiega un personale domestico, cosa che fa fin dall'infanzia. È un cacciatore appassionato e possiede una tenuta di caccia in Algovia. Fin dalla giovinezza, Grupp ha attribuito grande importanza all'abbigliamento elegante e indossa abiti su misura per le apparizioni pubbliche e al lavoro.

## Premi e riconoscimenti
- Nel 2005 Grupp ha ricevuto il Cicero Speakers' Prize nella categoria economia per le sue capacità retoriche.[6]
- Nel 2012 Grupp è stato nominato cittadino onorario della sua città natale, Burladingen.
- Nel 2019 gli è stato conferito l' Ordine al Merito della Repubblica Federale di Germania (Croce al Merito di 1ª Classe) dal Presidente federale Frank-Walter Steinmeier. Consegnata dal Ministro-Presidente Winfried Kretschmann nell'ambito delle celebrazioni per il centenario della Trigema.

## Letteratura
- Erik Lindner: Le imprese hanno bisogno di decenza. L'imprenditore Wolfgang Grupp. Hoffmann e Campe, Amburgo 2010, ISBN 978-3-455-50160-5 .

## Documentari televisivi
- Possono fare le cose diversamente - Imprenditori con idee. Discussione, Germania, 2008, 45 min., con Götz Werner, Wolfgang Grupp, Norbert Kunz e Ditmar Staffelt . Produzione: Phoenix . Prima trasmissione: 30 aprile 2008, video online .      ,  Wolfgang Grupp, su YouTube.
- Il re di Burladingen. Wolfgang Grupp – Un imprenditore tedesco. Film documentario, 45 minuti. Scritto e diretto da Susanne Müller e Andreas Coerper. Produzione: SWR Fernsehen . Prima trasmissione: 26 marzo 2008.
- Notizie dal Re di Burladingen . Serie di documentari in quattro parti, scritta e diretta da Susanne Müller e Andreas Coerper, prodotta da SWR Fernsehen, prima trasmissione: dal 15 settembre al 6 ottobre 2010.
- Trigema – 100% Made in Germany: la storia di successo dell'azienda tessile. In: Galileo , Episodio 31, ProSieben, Prima trasmissione: 3 febbraio 2020, 10:24 minuti,  Wolfgang Grupp, su YouTube.
- Dietro le quinte di Trigema: il documentario Big Grupp, SWR Television, 2023  Wolfgang Grupp, su YouTube.
- Wolfgang Grupp – L'uomo d'affari più famoso della Germania, Documentario, SWR Television, 2024,  Wolfgang Grupp, su YouTube.
- Wolfgang Grupp: “L’ultimo capitolo della mia vita”, Intervista, Podcast Tim Gabel, 2025,  Wolfgang Grupp, su YouTube.